# قرى الشام
قرى الشام،  هي قرية في قضاء قدسيا في محافظة ريف دمشق. وفقاً للمكتب المركزي للإحصاء السوري، بلغ عدد سكانها  1,067 نسمة في تعداد عام 2004.
كانت القرية حتى عام 2024 تُعرف باسم قرى الأسد.